# جون هاريل
جون هاريل (بالإنجليزية: John Harrell)‏ هو لاعب كرة قاعدة أمريكي، ولد في 27 نوفمبر 1947 في لونغ بيتش في الولايات المتحدة.

## وصلات خارجية
- جون هاريل على موقعبيزبول رفرنس.كوم (الدوري الرئيسي) (الإنجليزية)
- جون هاريل على موقعبيزبول رفرنس.كوم (الدوري الثانوي) (الإنجليزية)